# 卡爾叉尾帶魚
卡爾叉尾帶魚，为輻鰭魚綱鱸形目鯖亞目带鱼科的其中一種。發現於夏威夷群島海域，棲息深度270-350公尺，本魚身體黑褐色，成為更輕腹側;黑鰓蓋，裡面的嘴和鰓腔黑色，背鰭軟條91-93枚，臀鰭硬棘2枚，臀鰭軟條44-47枚，脊椎骨98-100個，體長可達79公分。

## 扩展阅读
維基物種上的相關：卡爾叉尾帶魚